# Religionstheologie
Die Religionstheologie oder Theologie der Religionen thematisiert das Selbstverständnis des Christentums im Verhältnis zu den nichtchristlichen Religionen. Sie ist nicht zu verwechseln mit der Religionsphilosophie.

## Einordnung
In der klassischen katholischen Fundamentaltheologie bildet sie den zweiten Traktat, nämlich den „Traktat Offenbarung“ (demonstratio christiana), in dem die christliche Religion als Offenbarungsreligion rational begründet werden soll (traditionell in Abgrenzung zu den anderen Religionen). Heute behandelt die Religionstheologie die Verhältnisbestimmung des Christentums zu anderen Religionen und bildet einen theologischen Begriff des eigenen, christlichen Selbstverständnisses in Anbetracht anderer religiöser Selbstverständnisse. Verhandelt werden hier insbesondere der universale Wahrheitsanspruch, die Möglichkeit, Heil zu erlangen bzw. zu vermitteln, und die Mission. Im weiteren Sinn behandelt die (angewandte) Religionstheologie auch den praktischen Vollzug des interreligiösen Dialogs und die Ausbildung einer (persönlichen, dialogfähigen) Haltung gegenüber Anhängern anderer Glaubensgemeinschaften.
Formal gehört auch die Israeltheologie, die Verhältnisbestimmung des Christentums gegenüber dem Judentum bzw. dem Volk Israel und der jüdisch-christliche Dialog zur Religionstheologie.

## Klassische Unterteilung
In der klassischen Religionstheologie werden drei Modelle für die Verhältnisbestimmung des Christentums zu anderen Religionen unterschieden:
1. der Exklusivismus, demzufolge das Christentum der einzige Zugang zur Wahrheit und zum Heil darstellt; alle anderen Religionen sind also Unglaube, von dem sich ihre Anhänger abwenden sollten. Diese Position wurde in der Moderne u. a. von dem evangelischen Theologen Karl Barth vertreten; lange Zeit hat auch die katholische Kirche den Satz Extra ecclesiam nulla salus (Außerhalb der Kirche gibt es kein Heil) so verstanden.
2. der Inklusivismus, demzufolge im Christentum die Fülle der Wahrheit und der Heilsmittel zu finden ist, aber in anderen Religionen, besonders in den monotheistischen Religionen Judentum und Islam, Spuren der Wahrheit zu finden sind, die aber auf die Fülle der christlichen Wahrheit hingeordnet sind. Diesen Ansatz vertritt die katholische Kirche in dem Konzilsdokument Nostra aetate.
3. der religionstheoretische Pluralismus, demzufolge zumindest einige Religionen als prinzipiell möglicherweise gleichwertige Wege zur Wahrheit und zum Heil anzunehmen sind und das Christentum also keine apriorische Überlegenheit beanspruchen darf. Ein heutiger Vertreter dieser Richtung ist Paul F. Knitter. Ein weiterer Vertreter war John Hick.

## Alternative Ansätze
Moderne Alternative stellen die Komparative Theologie und der offene Theismus dar. Der Pluralismus kann auch damit begründet werden, dass Gott als solcher nicht erkannt oder in einer Religion erfasst werden kann, sondern Religionen nur verschiedene Wege oder Projektionen darstellen, sich dem „unaussprechlichen Geheimnis Gottes“ anzunähern (vgl. Negative Theologie). Einen anderen Zugang bietet eine Theologie interreligiöser Beziehungen, die auf Grundlage neutestamentlicher Letztbegründungsmuster nach den Potentialen konstruktiver Wertschätzung des religiös Anderen fragt.
Hans Küngs Projekt Weltethos zielt darauf ab, in allen großen Religionen einen gemeinsamen ethischen Kern zu finden.